# Féron

Féron este o comună în departamentul Nord, Franța. În 1 ianuarie 2022 avea o populație de 509 de locuitori.